# Acentrogobius
Az Acentrogobius a csontos halak (Osteichthyes) főosztályának a sugarasúszójú halak (Actinopterygii) osztályába, ezen belül a sügéralakúak (Perciformes) rendjébe, a gébfélék (Gobiidae) családjába és a Gobiinae alcsaládjába tartozó nem.

## Rendszerezés
A nembe az alábbi 20 faj tartozik:
- Acentrogobius audax Smith, 1959
- Acentrogobius caninus (Valenciennes, 1837)
- Acentrogobius cenderawasih Allen & Erdmann, 2012
- Acentrogobius chlorostigmatoides (Bleeker, 1849)
- Acentrogobius cyanomos (Bleeker, 1849)
- Acentrogobius dayi Koumans, 1941
- Acentrogobius ennorensis Menon & Rema Devi, 1980
- Acentrogobius griseus (Day, 1876)
- Acentrogobius janthinopterus (Bleeker, 1853)
- Acentrogobius masoni (Day, 1873)
- Acentrogobius moloanus (Herre, 1927)
- Acentrogobius multifasciatus (Herre, 1927)
- Acentrogobius nebulosus (Forsskål, 1775)
- Acentrogobius pellidebilis Lee & Kim, 1992
- Acentrogobius pflaumii (Bleeker, 1853)
- Acentrogobius simplex (Sauvage, 1880)
- Acentrogobius suluensis (Herre, 1927)
- Acentrogobius therezieni Kiener, 1963
- Acentrogobius viganensis (Steindachner, 1893)
- Acentrogobius viridipunctatus (Valenciennes, 1837)